# Crioll de Santo Antão
El Crioll de Santo Antão és un dialecte del crioll capverdià, que pertany al grup dels criolls de Barlavento, parlat principalment a l'illa de Santo Antão.
S'estima que és parlat pel 9,98% de la població de Cap Verd, però aquest número podria ser lleugerament més gran degut a l'emigració interna a les illes, i encara més si hi afegim els parlants a comunitats d'emigrants a l'estranger.

## Característiques
Més enllà de les característiques generals dels criolls de Sotavento el crioll de Santo Antão té les següents característiques:
- L'aspecte progressiu del present és format col·locant tâ tâ abans dels verbs:tâ + tâ + V.
- L'adverbi de negació usat amb verbs, adverbis i adjectius és n’. Ex.: Mí n’ crê en comptes de M’ câ crê «Eu não quero».
- Els sons /s/ e /z/ són palatitzats per a [ʃ] i [ʒ] quan està a final de síl·laba. Ex.: fésta «festa» pronunciat [ˈfɛʃtɐ] en comptes de [ˈfɛstɐ], gósga «cócegas» pronunciat [ˈɡɔʒɡɐ] en comptes de [ˈɡɔzɡɐ], més «mais» pronunciat [mɛʃ] en comptes de [mas].
- El so /ɐ/ tònic final és pronunciat obert /a/. Ex.: já en comptes de djâ «já», lá en comptes de lâ «lá», i tots els verbs que acaben en ~â, calcá en comptes de calcâ «carregar», pintchá en comptes de pintchâ «empurrar», etc.
- Palatalització del so /a/ tònic (oral o nasal) per /ɛ/ en paraules que acabin amb el fonema /i/. Ex.: ént’s en comptes de ánt's «antes», grénd’ en comptes de gránd «grande», verdéd’ en comptes de verdád’ «verdade». Também na conjugação pronominal: penhé-m’ en comptes de panhá-m’ «apanhar-me».
- Palatalització del so /ɐ/ pré-tònic (oral o nasal) per /e/ quan la síl·laba tònica conté una vocal anterior. Ex.: essím en comptes de assím «assim», quebéça en comptes de cabéça «cabeça». Velarització del so /ɐ/ pretònic (oral o nasal) per /o/ quan la síl·laba tònica conté una vocal posterior. Ex.: cotchôrr’ en comptes de catchôrr’ «cão», otúm en comptes de atúm «atum».
- El diftong /aj/ (oral o nasal) és monotongat per /ɛ/. Ex.: pé en comptes de pái «pai», mém en comptes de mãi «mãe». El diftong /aw/ (oral o nasal) és monotongat per /ɔ/. Ex.: pó en comptes de páu «pau», nõ en comptes de nãu «não».
- El so /ʤ/ (derivat del portuguès /ʎ/ escrit lh) està representat pel so /j/. Ex.: bói’ en comptes de bódj’ «baile», ôi’ en comptes de ôdj’ «olho», spêi’ en comptes de spêdj’ «espelho». Entre vocals, el so /j/ desapareix: vé’a en comptes de bédja «velha», o’á en comptes de odjâ «ver», pá’a en comptes de pádja «palha». Quan està immediatament després de consonant, a causa de caiguda de vocal, està representat per /lj/: m’liôr en comptes de m’djôr «melhor», c’liêr en comptes de c’djêr «colher».
- El so /j/ desapareix quan està entre vocals. Ex.: go’áva en comptes de goiába «goiaba», mê’a en comptes de mêia «meia», papá’a en comptes de papáia «papaia».
- El so /ʤ/ (derivat del portuguès antic escrit j en inici de paraula) està totalment representat per /ʒ/. Ex. já en comptes de djâ «já», jantá en comptes de djantâ «jantar», jôg’ en comptes de djôg' «jogo».
- Alguns parlants pronuncien els fonemes /ʃ/ e /ʒ/ com a labialitzats [ʃʷ] e [ʒʷ].
- Existència d'un cert tipus de vocabulari (també existent a São Vicente) que no existeix a les altres illes. Ex.: dançá en comptes de badjâ «dançar», dzê en comptes de flâ «dizer», encocá en comptes de djungutú (SN, SL, BV & MA), djongôto (ST) ou djongotô (FO & BR) «pôr-se de cócoras», falá en comptes de papiâ «falar», guitá en comptes de djobê «espreitar», ruf’ná en comptes de fuliâ «atirar», stód’ en comptes de stâ «estar», tchocá en comptes de furtâ «roubar», tchúc’ en comptes de pôrc’ «porco», etc.